# Crete (Nebraska)
Crete é uma cidade localizada no estado americano de Nebraska, no Condado de Saline.

## Demografia
Segundo o censo americano de 2000, a sua população era de 6028 habitantes.
Em 2006, foi estimada uma população de 6305, um aumento de 277 (4.6%).

## Geografia
De acordo com o United States Census Bureau, a localidade tem uma área de 6,1 km², sem área coberta por água.

## Localidades na vizinhança
O diagrama seguinte representa as localidades num raio de 20 km ao redor de Crete.